# Leandro Bassano

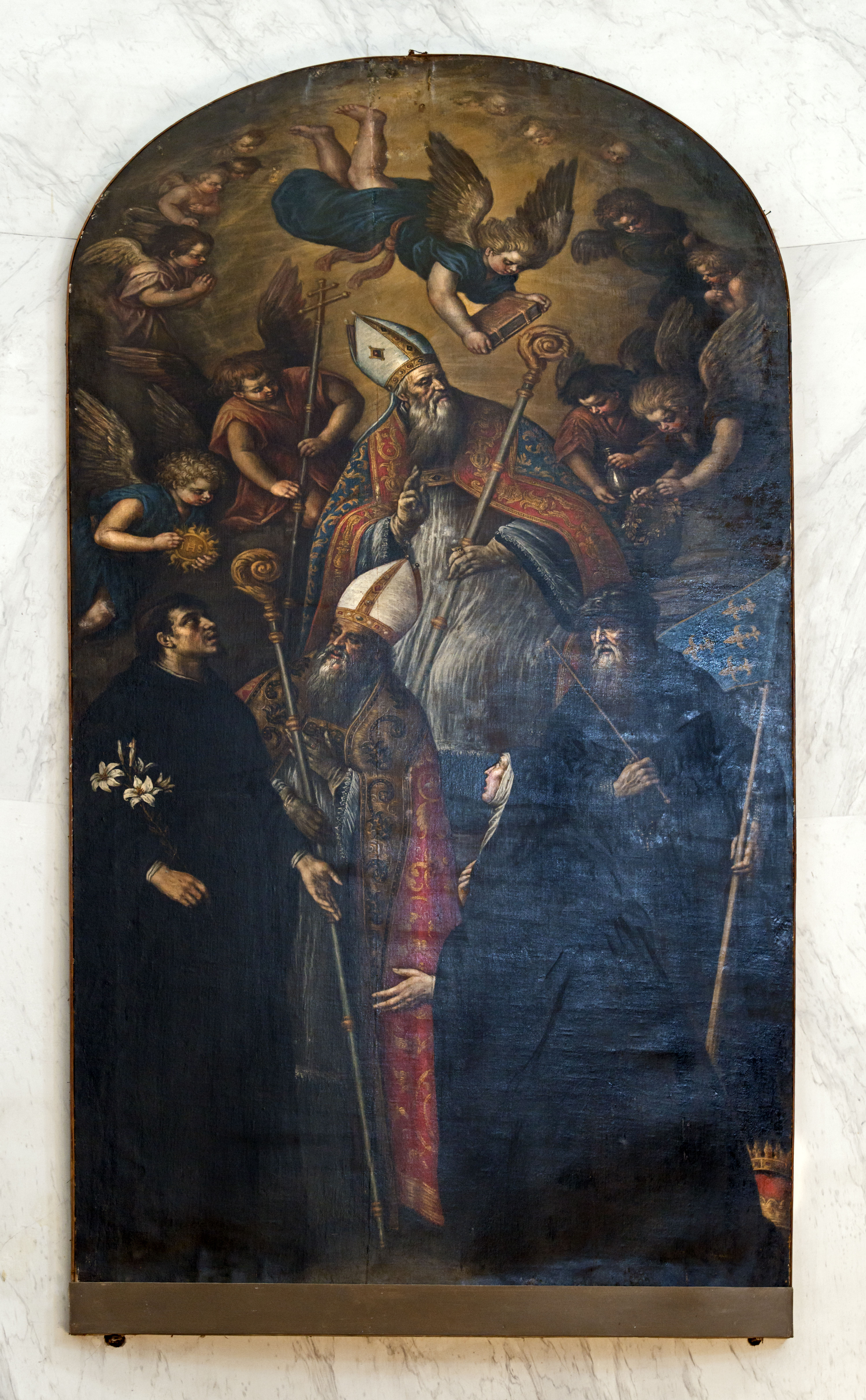
Chwała świętego Augustyna - Wenecja, kościół San Geremia

Leandro Bassano, właśc. Leandro da Ponte (ur. 10 czerwca 1557 w Bassano del Grappa, zm. 15 kwietnia 1622 w Wenecji) – włoski malarz okresu manieryzmu, syn Jacopa Bassano.
Początkowo współpracował z ojcem i bratem Francesco. W 1588 zamieszkał w Wenecji, gdzie do 1621 był członkiem tamtejszego cechu malarzy. Po śmierci brata Francesca przejął jego pracownię.
Malował sceny religijne i rodzajowe. Był też utalentowanym portrecistą. Pozostawił ok. 70 portretów.
Jego trzej bracia – Francesco Bassano (1549-1592), Girolamo Bassano (1557-1622), Giambattista Bassano (1583-1613) – również byli malarzami.

## Dzieła
- Dziewczynka niosąca koszyk (ok. 1694) – Paryż, Luwr
- Gody w Kanie – Madryt, Prado
- Gody w Kanie (po 1578) – Paryż, Luwr
- Koncert (1590) – Florencja, Uffizi
- Mojżesz wydobywający wodę ze skały – Paryż, Luwr
- Niedowiarstwo św. Tomasza (1592-4) – St. Petersburg, Ermitaż
- Niesienie krzyża – St. Petersburg, Ermitaż
- Odnalezienie ciała św. Jana Damasceńskiego – Gallerie dell’Accademia, Wenecja[1]
- Ostatnia Wieczerza (ok. 1578)– Wenecja, kościół Santa Maria Formosa
- Penelopa – Rennes, Musée des Beaux-Arts
- Portret Jacopa Bassano – Madryt, Prado
- Portret Jacopa Bassano – Wiedeń, Kunsthistorisches Museum
- Portret starego mężczyzny – Budapeszt, Muzeum Sztuk Pięknych
- Portret starej kobiety (ok. 1580) – St. Petersburg, Ermitaż
- Portret Vincenza Cappello (ok. 16100 – Paryż, Luwr
- Porwanie Europy – Madryt, Prado
- Sąd Ostateczny (1596-1605) – Birmingham, Museum of Art
- Ucieczka do Egiptu – Madryt, Prado
- Wejście zwierząt do arki Noego (po 1579) – Paryż, Luwr
- Wieża Babel (ok. 1600) – Londyn, National Gallery
- Wiosna – Madryt, Prado
- Chwała świętego Augustyna - Wenecja, San Geremia